# Regolit
Regolit (från grekiskans rhegos "matta" och lithos "sten"), är ett lager av lös jord som ligger ovan berggrunden. Regoliten på jorden består dels av berggrund som vittrat, men även av avlagringar och jordmåner. Regolit finns även på andra planeter, på asteroider och även på månens yta. Där består regoliten av en blandning av himlakroppens krossade ytlager och meteoriter som krossat ytlagret.